# Sagån
Der Sagån ist ein Fluss in den schwedischen Provinzen Uppsala län und Västmanlands län.
Er hat seinen Ursprung im See Storljusen im Norden von Västmanlands län.
Von dort fließt er in südöstlicher Richtung, durchfließt die Seen Silvköparen und Långforsen sowie die Stadt Sala.
Anschließend wendet er sich nach Süden und fließt entlang der Provinzgrenze zwischen Västmanlands län und Uppsala län und mündet zwischen Västerås und Enköping in den Mälaren.
Der Sagån war in der Vergangenheit größer als heute. Vor der letzten Eiszeit floss der große Dalälven hierher. Als das Eis schmolz, wurde der Fluss südlich des heutigen Avesta blockiert, und der Daläven floss stattdessen nach Nordosten zu seiner heutigen Mündung in die Bottensee. Geblieben ist ein kleinerer Sagån.
Der Sagån hat eine Länge einschließlich Quellflüssen von 70 km. Das Einzugsgebiet umfasst 857 km².
Der Fluss beherbergt die bedrohte Fischart des Rapfen.